# Mètode Montignac
El Mètode Montignac és una dieta que fou proposada per un llicenciat en ciències polítiques i ciències humanes, Michel Montignac el 1992. L'autor, que no era metge tot i les informacions que hi ha en aquest sentit, després de lluitar durant anys amb el seu excés de pes va començar a investigar amb si mateix.
Publicats en 40 països i traduïts a 25 idiomes, els llibres de Michel Montignac sobre el seu mètode han estat llegits per 50 milions de persones. Ha venut 15 milions de llibres sobre la seva dieta, i el seu mètode s'ha fet famós per les celebritats que l'han adoptat com Hugh Grant, Kylie Minogue, Gérard Depardieu, Édouard Balladur i la Reina Beatriu dels Països Baixos, entre d'altres.
Bàsicament és una dieta en la qual es restringeixen els aliments amb alts continguts en carbohidrats (pa, patates, pastes, etc.) i en la qual es permeten els aliments rics en proteïnes sense límit de quantitat (carn, peix, derivats lactis, etc.). Segons Montignac, el fet de menjar aliments rics en carbohidrats d'alt índex glucèmic desencadena un increment en els nivells plasmàtics d'insulina, la qual cosa estimula la sensació de gana i afavoreix l'acumulació de greixos. Així, no es refereix a "aliments d'alt contingut en carbohidrats", sinó a "aliments d'alt índex glucèmic".

## Característiques de la dieta

### Fases
La dieta es divideix en dues fases:
- En la primera fase, que s'ha de seguir de forma estricta, només es poden consumir els anomenats "aliments permesos". Aquesta fase es realitza mentre no s'assoleixi el pes corporal desitjat, encara que normalment no sol superar els dos mesos.
- En la segona fase es mantenen les pautes de les dietes, però es permet el consum ocasional dels "productes prohibits". En el menjar que es realitzi es recomana ingerir aliments rics en fibra alimentària.

Es prohibeix el sucre i els seus derivats, el pa, les patates i l'alcohol en la primera fase de la dieta. Cal evitar beure aigua durant els àpats i les fruites s'han de prendre en dejú, no de postres. Les persones amb colesterol han de restringir la ingesta de greixos saturats (carns grasses, mantega...), i donar preferència als insaturats com l'oli d'oliva.

### Grups d'aliments
- Grup 1: Glúcids bons o de baix índex glucèmic
- Grup 2: Glúcids dolents o d'alt índex glucèmic
- Grup 3: Greixos saturats (normalment d'origen animal)
- Grup 4: Greixos insaturats i poliinsaturats
- Grup 5: Proteïnes animals
- Grup 6: Proteïnes vegetals

S'han d'evitar els glúcids "dolents" i els greixos saturats. També s'ha de tenir en compte que les proteïnes d'origen animal s'absorbeixen més fàcilment que les vegetals.

### Aliments permesos
Tot tipus de carns i peixos, pasta integral i arròs integral aquests últims sense barrejar amb greix, xocolata negra amb més d'un 70% de cacau, verdures, fruites consumides 15 minuts abans dels àpats, ous, farines integrals, cigrons, mongetes, llenties i pèsols, quinoa cuita, formatge, pastanaga crua, iogurt, llet (millor desnatada), fructosa, fruits secs, olives, marisc, salmó fumat, alvocat, germen de soja, cafè descafeïnat, pa totalment integral (només en l'esmorzar).

### Aliments prohibits
Sucre, pa blanc, patata, blat de moro, farines refinades (blanques), pastanaga cuita, pasta (blanca), mel, arròs (blanc), faves, carabasses, panses, remolatxa, nap, cervesa (entre àpats), pasta de full, croquetes, castanyes, quètxup, oli de palma, maltodextrina, midons modificats, refrescos amb gas i begudes alcohòliques.

### Exemple
- Esmorzar: Kiwis, cafè o te lleuger amb llet desnatada i civada.

- Dinar:
  - 1r plat: Espinacs saltats amb all i pernil.
  - 2n plat: Salmó a la planxa amb amanida d'enciam i tomàquet.
  - Postres: Formatge Brie

- Berenar: Preferentment fruita. Si no, qualsevol aliment permès.

- Sopar:
  - 1r plat: Puré de verdures.
  - 2n plat: Pollastre amb salsa.
  - Postres: Iogurt desnatat sense sucre, pot ser amb fructosa.

## Crítiques
- La dieta conté, d'acord amb molts nutricionistes, un excés de greix i de proteïnes. La fracció proteica mitjana representa al voltant del 30%, malgrat que es recomana un màxim del 20%. El contingut de greix és de voltant del 31%. En els nous llibres sobre el mètode Montignac, Montignac recomana una reducció de greix i sobretot l'elecció dels greixos "bons" (amb àcids grassos insaturats). El contingut d'hidrats de carboni és de només el 40%, mentre que amb la dieta mixta "normal" arriba al 50 o 60%.

- Segons molts metges, no es pot considerar l'índex glucèmic (IG) de manera aïllada, ja que l'efecte dels aliments sobre el nivell de sucre a la sang es veu afectat per molts factors. Fins i tot les variacions individuals són molt significatives, de manera que les taules només són indicatives. A més, la majoria dels aliments no es consumeixen de forma aïllada, sinó juntament amb altres, cosa que canvia l'índex glucèmic. Per tant, no n'hi ha prou de fer una simple suma dels valors.

- Es critica que alguns aliments amb alt índex glucèmic (pastanaga cuita, meló) s'eliminin de la dieta, encara que continguin tan pocs hidrats de carboni que la seva influència sobre els nivells de sucre en sang és mínima. Això revela la debilitat conceptual de l'índex glucèmic en si mateix, que es basa en una quantitat fixa d'hidrats de carboni, però no una ingesta normal d'aliments. Montignac ha respost a aquesta crítica en un dels seus llibres nous, "La nova dieta de moda", on l'índex glucèmic ocupa un lloc central.

- La majoria de nutricionistes creuen que els greixos i proteïnes també influeixen significativament en l'augment de pes, igual que el nombre de calories. Si es consumeixen més calories de les que es gasten, el pes augmenta completament independentment de l'IG. Tanmateix, la relació entre l'acumulació de calories i l'augment de pes és discutida per Michel Montignac, que la presenta com un error fonamental de les ciències de la nutrició.

- L'aplicació del mètode requereix que els usuaris tenguin un coneixement detallat de la composició dels seus aliments, de manera que és considerat complicat per l'usuari mitjà. El mateix Montignac subratlla que la comprensió dels principis del seu mètode és essencial perquè funcioni. No obstant això, es pot argumentar que existeix una regla general senzilla que fa vàlid el mètode: consumir la majoria d'aliments naturals (com els grans sencers), mentre s'evita el sucre, la patata, el blat de moro i el consum excessiu d'alcohol.

La literatura científica refuta la hipòtesi de Montignac sobre els efectes metabòlics dels carbohidrats i àcids grassos.
Nutricionistes com el director de la Clínica per obesos de Hilversum, T. Leverink-Krebbers:
| «                      | Aquest popular mètode Montignac és una bestiesa. Menjar coses per separat? Tot s'ajunta a l'estómac. L'estómac conté molts àcids i no diferencia. | » |
| — T. Leverink-Krebbers | |   |

la doctora Marian Afpfelbaum, professora de nutrició a l'escola mèdica Bichat de París:
| «                   | La dieta és bàsicament una estafa deliciosa i alegre. | » |
| — Marian Afpfelbaum |                                                       |   |

la doctora en farmàcia Eva Gimeno:
| «            | Tot això dona lloc a una dieta hiperproteica i hiperlipídica, però amb una baixa ingestió d'hidrats de carboni, el que provoca una sensació de fatiga tant física com intel·lectual. La pèrdua de pes es produeix sobretot per pèrdua de massa muscular. El fet que es prenguin pocs hidrats de carboni fa que s'obtengui l'energia dels greixos, de manera que es presenten nivells elevats de cossos cetònics en orina. | » |
| — Eva Gimeno | |   |

l'endocrina i experta en nutrició Fatima La Roche:
| «                 | Qualsevol canvi que es realitzi de la nostra manera habitual de menjar ens farà menjar menys calories, però a llarg termini no és un mètode amb validesa científica. | » |
| — Fatima La Roche | |   |

i el dietista Julio Basulto, han criticat la manca de proves científiques d'aquest mètode.
La manca de base científica i la perillositat de la dieta ha estat defensada en estudis fets per l'OCU:
| «                 | Montignac combina veritats i mentides i aboca al risc d'ingerir massa greixos o hidrats de carboni segons els casos. | » |
| — OCU-Salud nº 49 | |   |

la Sociedad Española para el estudio de la obesidad:
| «      | Dietes com la de Montignac, de la Clínica Mayo, de la sopa, etc. no tenen base científica demostrable i, tanmateix, els seus efectes nocius com la disminució de massa muscular o l'augment de colesterol LDL estan ben documentats. | » |
| — SEEO | |   |

l' Agencia Española de Seguridad Alimentaria y Nutrición depenent del Ministerio de Sanidad y Política Social:
| «       | Aquesta dieta pot ocasionar certs efectes secundaris com l'excessiva rapidesa en la pèrdua de pes, deficiència de minerals, vitamines i fibra, augment de l'àcid úric i del colesterol, així com a mal gust de boca. Un desequilibri entre l'aportació excessiva de proteïnes i insuficient d'hidrats de carboni pot ocasionar descalcificació òssia i danys renals per excés de nitrogen. També pot causar fatiga i marejos per falta d'hidrats de carboni, ja que la glucosa, un substrat deficient en aquestes dietes, és la font d'energia preferida per l'organisme. El contingut proteic d'aquesta dieta és superior al doble del recomanat (entre un 10-15% de l'energia que aporta la dieta ha de procedir de les proteïnes), cosa que pot suposar, a més d'una sobrecàrrega renal, una ingestió insuficient d'altres nutrients essencials, poden augmentar els nivells d'àcid úric i poden provocar atacs de gota en persones amb hiperuricèmia (nivells d'àcid úric alt). | » |
| — AESAN | |   |

un estudi de la Fundación Española de la Nutrición i l'Instituto de Nutricion y Trastornos Alimentarios:
| «          | És un règim basat en premisses falses, com que la causa d'un excés de pes és en tots els casos a causa d'un funcionament defectuós del pàncrees. Si aquest compleix la seva funció de secretar la dosi d'insulina necessària per tractar la glucosa, si està en mal estat provocarà un hiperinsulinisme, i transformarà la glucosa en greixos de reserva. Com és sabut, per a persones sanes que vulguin perdre alguns quilos de pes, existeixen mecanismes homeostàtics que regulen tota la funcionalitat hepàtica i pancreàtica i que no tenen res a veure amb el desenvolupament d'obesitat. | » |
| — FEN/INTA | |   |

i per la Conselleria de Sanitat de la Comunitat de Madrid.
El mètode també ha estat denunciat per la CECU de l'Estat Espanyol per no informar correctament al consumidor sobre conceptes com dieta i calories, per dir que per tractar els problemes d'obesitat hi ha un tractament únic independent del pacient i per infringir en diversos punts el Reial Decret 1907/1996 que regula la publicitat i promoció comercial de productes, activitats o serveis amb pretesa finalitat sanitària.
El mètode fou criticat, en ocasió de la mort de Montignac, entre altres pel catedràtic de Nutrició de l'Hospital Sant Joan de Reus, Jordi Salas, la cap del Servei d'Endocrinologia de l'Hospital de Getafe, Susana Moreneo i el cap d'endocrinologia de l'Hospital Gregorio Marañón, Basilio Moreno.
Les crítiques sobre la base científica del mètode han estat rebatudes per un estudi clínic canadenc publicitat per la web de Montignac. Aquest estudi ha estat criticat per estar fet només en sis dies i amb 12 voluntaris.